# Tadeusz Bernatowicz
Tadeusz Stanisław Bernatowicz (ur. 1956) – polski historyk sztuki, doktor habilitowany nauk o sztuce w zakresie historii sztuki nowożytnej, profesor nadzwyczajny Uniwersytetu Łódzkiego.

## Życiorys
Absolwent historii sztuki i kulturoznawstwa na Uniwersytecie im. Adama Mickiewicza w Poznaniu. Stopień naukowy doktora uzyskał w 1994 w Instytucie Sztuki PAN na podstawie dysertacji Miles christianus et peregrinus. Fundacje Mikołaja Radziwiłła „Sierotki” w ordynacji nieświeskiej, przygotowanej pod kierunkiem Jerzego Kowalczyka. Stopień doktora habilitowanego uzyskał w oparciu o dorobek naukowy oraz rozprawę Mitra i buława. Królewskie ambicje książąt w sztuce Rzeczypospolitej szlacheckiej (1697–1763) na Wydziale Historycznym Uniwersytetu Warszawskiego (2012). Pełnił funkcję wicedyrektora Instytutu Historii Sztuki UW oraz pełnomocnika ds. zabytków i dziedzictwa kulturowego Wydziału Historycznego UW. W 2011 otrzymał nominację na członka  Społecznej Rady Ochrony Dziedzictwa Kulturowego. 
Jest autorem dokumentacji, która pozwoliła na wpisanie w 2005 roku rezydencji Radziwiłłów w Nieświeżu na Listę Światowego Dziedzictwa Kulturowego UNESCO.
Członek m.in.: Polskiego Komitetu Narodowego International Council of Monuments and Sites (ICOMOS), Fundacji im. Ciechanowieckich, Rady Naukowej Ogrodów w Arkadii i Nieborowie, Warszawskiego Oddziału Stowarzyszenia Historyków Sztuki, redakcji czasopisma naukowego „Barok. Historia – Literatura – Sztuka”, redakcji czasopisma „Kronika Zamkowa Nowa”, kolegium redakcyjnego półrocznika Katedry Historii Sztuki UŁ "TECHNE. Seria nowa".
W Katedrze Historii Sztuki Uniwersytetu Łódzkiego wykłada przedmioty dotyczące sztuki nowożytnej oraz organizuje konferencje naukowe o zasięgu co najmniej ogólnopolskim, m.in. HISTORIA – KONSERWACJA –  REWITALIZACJA. Funkcjonowanie rezydencji regionu łódzkiego w kontekście doświadczeń europejskich (26–28.09.2016), „Okno, przez które wkracza do nas rzeczywistość Boga”. Ołtarz w świetle historii sztuki i teologii liturgii (01–02.06.2017). 
W badaniach naukowych podejmuje zagadnienia związane m.in. z mecenatem magnackim XVI–XVIII wieku, fundacjami architektonicznymi rodu Radziwiłłów, sztuką nowożytną na ziemiach Wielkiego Księstwa Litewskiego, architekturą Warszawy i Saksonii, programami ideowymi rezydencji XVI–XIX wieku, założeniami ogrodowymi, urbanistyką oraz recepcją baroku rzymskiego w architekturze polskiej.
Powołany do Rady Muzeum przy Zamku Królewskim w Warszawie.

## Odznaczenia
- Srebrny Medal „Zasłużony Kulturze Gloria Artis” (2018)[16]

## Wybrane publikacje

### Monografie
- Mitra i buława. Królewskie ambicje książąt w Rzeczypospolitej szlacheckiej (1697–1763), Wydawnictwo Uniwersytetu Warszawskiego, Warszawa 2011.
- Alba. Od renesansowej willi do kompozycji krajobrazowej. Z badań źródłowych nad architekturą ogrodów na Kresach, Ministerstwo Kultury i Dziedzictwa Narodowego, Warszawa 2009.
- Królewska rezydencja w Żółkwi w XVIII wieku, Muzeum Pałac w Wilanowie, Warszawa 2009.
- „Miles Christianus et Peregrinus”. Fundacje Mikołaja Radziwiłła “Sierotki” w ordynacji nieświeskiej, Wydawnictwo Neriton, Warszawa 1998.
- „Monumenta variis Radivillorum”. Wyposażenie zamku nieświeskiego w świetle źródeł archiwalnych. Część I: XVI–XVII wieku, Bogucki Wydawnictwo Naukowe, Poznań 1998.

### Artykuły
Architektura i urbanistyka nowożytna
- Transformacje terytorium. Włoscy architekci fortyfikatorzy w służbie króla Stefana Batorego: Giacinto Barozzi da Vignola, Domenico Ridolfini, Simone Genga i inni,, [w:] Artyści znad jezior lombardzkich w nowożytnej Europie. Prace dedykowane pamięci Profesora Mariusza Karpowicza, Warszawa 2015, s. 261–272.
- Korelicze – zagubiony w przestrzeni pałac z ogrodem,, [w:] Fides Ars Scientia – Studia dedykowane pamięci Księdza Kanonika Augustyna Mednisa, red. A. Betlej, J. Skrabski, Tarnów 2008, s. 197–203.
- Niezrealizowana „królewska” rezydencja w Białej Podlaskiej,, [w:] Artyści włoscy w Polsce XVI–XVIII w. Prace dedykowane Profesorowi Mariuszowi Karpowiczowi, Warszawa 2005, s. 499–512.
- Na Kresach Multańskich. Kamieniec Podolski i zamki pogranicza polsko-tureckiego w świetle nieznanych planów, [w:] Studium urbis charisteria Teresiae Zarębska Anno Jubilaei oblata, Warszawa 2003, s. 13–28, 241.
- Rola Lublina w architekturze sakralnej Wielkiego Księstwa Litewskiego w XVI–XVII wieku,, [w:] Sztuka ziem wschodnich Rzeczypospolitej XVI–XVIII w., red. J. Lileyko, Lublin 2000, s. 15–36.
- Le chiese del Bernardoni nel Ducato di Njazviz, [w:] L’architetto Gian Maria Bernardoni sj tra l’Italia e le terre dell’ Europa centro-orientale, Fondazione Giorgio Cini, Venezia 1999, s. 39–55.
- Die Befestigungen von Nieśwież – ein unbekanntes Werk von Giovanni Bernardoni, [w:] Architetti e ingegnieri militari italiani all’estero dal XV al XVIII secolo a cura di Marino Vigano, Livorno 1999, s. 259–269.
- Początki latynizacji architektury greckokatolickiej na Białorusi: cerkwie w Mirze i Nowym Świerżniu,, [w:] Pro Fide, Rege et Grege. Prace ofiarowane Profesorowi Jerzemu Lileyce, „Roczniki Humanistyczne” 1999 (42), z. 4, s. 129–142.
- Rezidencija Sobeskich i Radiwiliw u Żowkwi w switli niewidomogo płanu Antona Kastełło, „Wisnik”, nr 10, Lwiw 1999, s. 78–83.
- Nesvisium Metropolis Ducatus. Nieznany przykład urbanistyki manierystycznej, [w:] Artes atque humaniora. Studia Stanislao Mossakowski sexagenario dicata, Warszawa 1998, s. 161–167.
- Rezydencja Sobieskich i Radziwiłłów w Żółkwi w świetle nieznanego planu Antonia Castello, [w:] „Ikonotheka” t. XIII: Prace dedykowane Karolinie Lanckorońskiej w stulecie urodzin, Warszawa 1998, s. 203–213.
- Kościół i klasztor benedyktynek w Nieświeżu, [w:] Sztuka Kresów Wschodnich, t. 2, red. J. Ostrowski, Kraków 1996, s. 127–146.
- Kościół nieświeski z 1581 roku, „Roczniki Humanistyczne” 1994 (42), z. 4, s. 181–188.

Mecenat magnacki i ideologia władzy w sztuce XVI–XVIII wieku
- Związki genealogiczne i fikcyjne pokrewieństwa. Idea koligacji Radziwiłłów z Habsburgami w mediach XVIII wieku, [w:] Środowiska kulturotwórcze i kontakty kulturalne Wielkiego Księstwa Litewskiego od XV do XIX wieku, red. U Augustyniak, Warszawa 2009, s. 39–53.
- „Akt bardzo rzadko praktykowany”. Uroczystość obłóczyn księżnej Teofilii z Leszczyńskich Wiśniowieckiej we Lwowie, [w:] Polska i Europa w dobie nowożytnej. L’Europe moderne: nuoveau monde, nouvelle civilisation? Modern Europe – New World, New Civilisation?. Prace naukowe dedykowane Profesorowi Juliuszowi A. Chrościckiemu, Warszawa 2009 s. 325–332.
- „Miles Christianus et Peregrinus.” Fundacje Mikołaja Radziwiłła “Sierotki” w ordynacji nieświeskiej, Warszawa 1998.
- „Idea principis christiani” w emblematyce około 1600. (Z badań nad recepcją tacytyzmu w Polsce), „Barok” 1996 (3), nr 1, s. 91–118.
- „Biblioteka jest jedna ozdoba...” Mikołaj Radziwiłł Sierotka i książki,, [w:] Badania księgozbiorów Radziwiłłów, Warszawa 1995, s. 35–54.

Architektura Warszawy XVI–XX wieku
- Kościół wizytek w Warszawie a Benedykt de Renard i architektura późnobarokowego eklektyzmu rzymskiego przełomu XVII i XVIII wieku,, [w:] Sztuka Polski Środkowej. Studia T. VI, red. A. Barczyk, P. Gryglewski, Łódź 2016, s. 31–77.
- Plac Teatralny w Warszawie. Przemiany architektury i układu przestrzennego, w: Archeologia dawnej Warszawy, red. Włodzimierz Pela, Warszawa 2013, t. 3, s. 11–54.
- Architektura kościoła św. Katarzyny na Służewie XVIII–XX wiek – działalność Jana Z. Deybla i Franciszka Lanciego, [w:] Służew i jego kościół, Warszawa 2013, s. 360–393.
- Nowe spojrzenie na pałac Saski, „Spotkania z Zabytkami” 2007, z. 31, s. 14–16.
- Cesarskie Łazienki w Warszawie. Pałac w świetle nieznanych pomiarów Ludwika Szmideckiego z 1841 roku,, [w:] Hortus vitae. Księga pamiątkowa dedykowana Andrzejowi Michałowskiemu, Warszawa 2001, s. 29–37.

Założenia ogrodowe i krajobraz kulturowy
- Reprezentacyjna kameralność. Barokowa kompozycja ogrodowo-pałacowa w Zauszu,, [w:] VELIS QUOD POSSIS: studia z historii sztuki ofiarowane Profesorowi Janowi Ostrowskiemu, red. A. Betlej, K. Brzezina-Scheurer, Kraków 2016, s. 75–78.
- Barocke Jagdschlösser und Tiergärten in Polen zur Zeit August III, „Barok. Historia – Literatura – Sztuka”, t. XXI/1 (41), 2014, s. 219–230.
- Myśliwskie pałace „molino da vento” w kompozycji zwierzyńców: między kameralną rekreacją a elitarną reprezentacją, w: Europejskie tradycje łowieckie, red. T. Żuchowski, Warszawa 2013, s. 119–129.
- Dziedzictwo kulturowe na Białorusi w inicjatywach i działalności profesora Andrzeja Ciechanowieckiego, „Kronika Zamkowa” 2010, nr 1–2 (59–60), s. 37–46.
- Ogrody i krajobraz komponowany Ujazdowa w czasach królewskich, [w:] Jazdów, red. E. Rużyłło, Warszawa 2008, s. 81–97.
- Die Familie Knackfuss. Eine Studie über das Wirken deutscher Gärtner und Architekten in Polen. Deutsch-polnische Kulturkontakte im 16.–18 Jahrhundert, „Barock. Geschichte-Literatur-Kunst”, Warszawa 2006, s. 203–215.
- Sentymentalne idee i wiejskie chatki w ogrodach „picturesque” czasów stanisławowskich,, [w:] Obraz i przyroda, red. U. Małgorzata, J. Patyra, M. Żak, Lublin 2005, s. 117–155.
- Ogrody do zabaw myśliwskich. Królewskie zwierzyńce czasów saskich wokół Warszawy,, [w:] Królewskie Ogrody w Polsce, red. M. Szafrańska, Warszawa 2001, s. 265–288.
- Abrysy i planty ogrodnika warszawskiego Carla Georga Knackfussa,, [w:] Arx felicitatis. Księga ku czci profesora Andrzeja Rottermunda w sześćdziesiątą rocznicę urodzin od przyjaciół, kolegów i współpracowników, Warszawa 2001, s. 411–423.
- Alba w czasach Karola Radziwiłła „Panie Kochanku”, [w:] „In artium hortis”. Studia i szkice z dziejów sztuki, konserwacji zabytków i muzealnictwa. Wojciechowi Fijałkowskiemu w siedemdziesiątą rocznicę urodzin, Warszawa 1997, s. 121–129.
- „Entre éventail et étoile”. Zwierzyńce w osiemnastowiecznej Polsce i ich europejskie związki, „Barok” 1997 (4), nr. 1. s. 105–118.

Rzeźba nowożytna
- Snycerz Stefan Müller i jego działalność, „Roczniki Humanistyczne” 2002,t. I, z. 4,  s. 391–411.
- Śmierć rycerza kresowego i jego sepulcrum, „Studia Muzealne” 2000 (19), s. 59–71.
- „Rotto” jako forma artystyczna w plastyce manierystycznej, [w:] Między Padwą a Zamościem. Studia z historii sztuki i kultury nowożytnej ofiarowane Profesorowi Jerzemu Kowalczykowi, Warszawa 1993, s. 111–120.
- Rzeźby Campagni i Franco w Nieświeżu a wczesny barok, „Biuletyn Historii Sztuki”, t. LIV, 1992, s. 31–52.
- Peregrinus et miles christianus. O nagrobku Mikołaja Krzysztofa Radziwiłła „Sierotki” w Nieświeżu, „Biuletyn Historii Sztuki”, t. LII, 1990, s. 227–249.